# Anders Johan Lexell
Anders Johan Lexell (Åbo, 24 de dezembro de 1740 — São Petersburgo, 11 de dezembro de 1784) foi um astrônomo russo nascido no então território da Suécia, além de matemático e físico, que passou a maior parte de sua vida na Rússia, onde é conhecido como Andrei Ivanovich Leksel (Андрей Иванович Лексель)
Lexell fez descobertas importantes nos ramos da poligonometria e da mecânica celeste; esse último o levou a ser homenageado na nomeação de um cometa. Foi um matemático proeminente de seu tempo que fez importantes contribuições à trigonometria esférica com novas e interessantes soluções. Tal conhecimento foi a base de sua pesquisa de cometas e movimento planetário. Seu nome foi dado a um de seus teoremas sobre triângulos esféricos.
Lexell foi um dos membros mais prolíficos da Academia Russa de Ciências em sua época, tendo publicado 66 artigos em 16 anos de trabalho. Uma declaração atribuída a Leonhard Euler expressa a grande aprovação dos trabalhos de Lexell: "Além de Lexell, um artigo dessa categoria poderia ser escrito apenas por D'Alambert ou eu". Daniel Bernoulli também apreciava seu trabalho, escrevendo uma carta a Johann Euler que "Eu gosto dos trabalhos de Lexell, são profundos e interessantes e seu valor é aumentado ainda mais pela sua modéstia, que adorna grandes homens".
Lexell não formou uma família e manteve uma amizade bastante próxima com Leonhard Euler e sua família. Testemunhou a morte de Euler em sua casa e o sucedeu na cadeira do departamento de matemática na Academia Russa de Ciências, morrendo no ano seguinte. O asteroide 2004 Lexell foi batizado em sua homenagem, bem como a cratera lunar Lexell.

## Vida

### Origem e juventude
Anders Johan Lexell nasceu em Åbo, filho de Johan Lexell, secretário administrativo local, e Madeleine-Catherine Björkegren. Aos 14 anos matriculou-se na Academia Real de Åbo e doutorou-se com a tese "Aphorismi mathematico-physici" (com a orientação de Jakob Gadolin). Em 1763 mudou-se para Uppsala e foi trabalhar na Universidade de Uppsala como orientador matemático, e após 1766, como professor de matemática na Escola Náutica de Uppsala.

### São Petersburgo
Em 1762, Catarina, a Grande apossou-se do trono e inicioi as políticas de absolutismo ilustrado. Ela sabia da importância da ciência e tão logo ordenou que Leonhard Euler "declarasse suas condições assim que se mudasse para São Petersburgo sem demora". Logo após o seu retorno à Rússia, Euler propôs ao diretor da Academia Russa de Ciências o convite o professor de matemática Anders Johan Lexell a estudar matemática e as suas aplicações à astronomia, especialmente à geometria esférica. O convite de Euler e os preparativo que fora feitos à época para observar o trânsito de Vênus de 1769 de oito localidades do vasto Império Russo fez Lexell buscar a oportunidade de se tornar um mebro da comunidade científica de São Petersburgo.
Para ser admitido na Academia Russa de Ciências, Lexel escreveu um artigo em 1768 sobre cálculo integral chamado "Methodus integrandi nonnulis aequationum exemplis illustrata". Euler, que foi apontado para a avaliação do artigo, ficou muito entusiasmado, e o Conde Vladimir Orlov, diretor da Academia à época, enviou um convite a Lexell para assumir seu cargo como matemático adjunto, que Lexell aceitou com bom grado. No mesmo ano, Lexell conseguiu uma permissão do rei da Suécia e imediatamente seguiu para São Petersburgo.
Sua primeira tarefa era familiarizar-se com os instrumentos astronômicos para observar o trânsito de Vênus, que ele viu em 1769 em São Petersburgo com Christian Mayer, contratado pela Academia para trabalhar no observatório enquanto os astrônomos russos estavam ausentes, assistindo o trânsito de outras localidades do Império.
Lexell fez grandes contribuições à teoria lunar e especialmente em determinar o paralaxe do Sol a partir de resultados de observações do trânsito de Vênus. Obteve reconhecimento universal e, em 1771, quando a Academia estava afiliando novos membros, Lexell foi admitido como acadêmico astronômico. Também tornou-se membro da Academia Real das Ciências da Suécia em Estocolmo e da Sociedade Real de Ciências de Uppsala, e membro correspondente da Académie des sciences, em Paris.

### Viagem
Em 1775, o rei da Suécia concedeu-lhe a cadeira do departamento de matemática da Universidade de Åbo, com a permissão de permanecer mais três anos em São Petersburgo com a finalidade de terminar seu trabalho. Esta permissão foi prorrogada por mais dois anos. Desde então, em 1780, Lexell teria que deixar São Petersburgo e voltar à Suécia, que seria uma enorme perda para a Academia Russa. O diretor à época, Sergey Domashnev, ofereceu a Lexell uma viagem para a Prússia e outros reinos germânicos, França e Inglaterra, retornando a São Petersburgo pela Suécia. Lexell executou a viagem e foi liberado pelo rei da Suécia a retornar em São Petersburgo em 1781, após mais de um ano de ausência e de férias.
Mandar acadêmicos para longas viagens era completamente raro à época (com a exceção dos primeiros anos da Academia Russa) e Lexell agradeceu a viagem e o descanso. O único trabalho em troca, assinado por ele e Domashnev, era observar como os grandes observatórios astronômicos são construídos, anotar a quantidade e tipos de instrumentos científicos usados e encontrar algo novo e interessante, comprando uma cópia do projeto e dos desenhos arquitetônicos. Deveria aprender tudo sobre cartografia e tentar adquirir novos mapas geográficos, hidrográficos, militares e mineralógicos. Também deveria escrever cartas à Academia regularmente para relatar novidades na ciência, artes e literatura.
Lexell deixou São Petersburgo no final de julho de 1780 em um veleiro e por Swinemünde chegar em Berlim, onde esteve por um mês, viajando para Potsdam, buscando em vão uma audiência com o rei Frederico II da Prússia. Em setembro, deixou Berlim para seguir para a Baviera, visitando depois Lípsia, Gotinga e Mannheim. Em outubro, por Estrasburgo, chegou em Paris, onde passou o inverno. Em março de 1781, seguiu para Londres. Após passar três meses na Inglaterra, seguiu para Bélgica, onde visitou Flandres e Brabante. Seguiu então para a Holanda, visitando Haia, Amsterdã e Zaandam, retornando para a Prússia em setembro. Visitou Hamburgo e seguiu por navio, embarcando em Kiel para a Suécia; passou três dias em Copenhagen no caminho. No território sueco, passou algum tempo em sua cidade natal Åbo, visitando também Estocolmo, Uppsala e as ilhas Åland. No início de dezembro de 1781, Lexell retornou a São Petersburgo, após viajar por quase um ano e meio.
Existem 28 cartas no arquivo da Academia Russa escritas por Lexell durante a viagem, endereçadas a Johann Euler, mas os relatórios oficiais redigidos por Euler ao diretor da Academia, Domashnev, estão perdidos. Entretanto, mesmo as cartas de Lexell a Euler contêm descrições de locais e pessoas que Lexell encontrou, além de todas as suas impressões.

### Últimos anos
Lexell tornou-se um grande amigo de Leonhard Euler, que havia perdido sua visão em sua velhice mas continuava a trabalhar com o auxílio de seu filho mais velho, Johann Euler. Lexell foi de grande ajuda a Euler, especialmente em aplicar a matemática à física e à astronomia. Ajudou Euler a realizar cálculos e escrever artigos. Em 18 de setembro de 1783, após um almoço com a família de Euler, durante uma conversa com Euler sobre o novo planeta descoberto, Urano, e sua órbita, Euler sentiu-se mau, morrendo horas depois.
A diretora da Academia à época, a Princesa Dashkova, apontou Lexell como sucessor de Euler na Academia em 1783. Lexell tornou-se também um membro correspondente da Academia Real de Turim e a Board of Longitude, de Londres, integrou-o a sua lista de cientistas que recebiam seus procedimentos.
Entretanto, Lexell não teve a oportunidade de desfrutar seus novos cargos por muito tempo: morreu na noite de 11 de dezembro de 1784.

## Contribuição à ciência
Lexell é conhecido principalmente pelos seus trabalhos em astronomia e mecânica celeste, mas também trabalhou em todas as áreas da matemática: álgebra, cálculo diferencial e integral, geometria, geometria analítica, trigonometria. Também fez contribuições à Mecânica de meios contínuos. Sendo um matemático e trabalhando nos principais problemas da matemática, nunca perdeu a oportunidade de observar problemas específicos em ciência aplicada, recorrendo à experimentação para provar a teoria física por trás do fenômeno. Em 16 anos de trabalho na Academia Russa de Ciências, publicou 62 trabalhos e outros 4 em coautoria com outros cientistas, como Leonhard Euler e seu filho Johann Euler, Wolfgang Ludwig Krafft, Stephan Rumovski e Christian Mayer.

### Equações diferenciais
Enquanto buscava ser membro da Academia Russa de Ciências, Lexell submeteu um artigo chamado "Método de análise de algumas equações diferenciais, ilustrado com exemplos", obtendo grande satisfação de Euler em 1768. O método de Lexell consiste-se em: para uma dada equação diferencial não-linear, escolhemos uma integral intermediária - uma equação diferencial de primeira ordem com coeficientes e expoentes indefinidos. Depois de diferenciar esta integral intermediária, comparamos com a equação original e obtemos as equações para os coeficientes e expoentes da integral intermediárias. Depois de expressarmos os coeficientes indeterminados com os coeficientes conhecidos, os substituímos na integral intermediária e obtemos duas soluções particulares da equação original. Subtraindo uma solução particular da outra, eliminamos os diferenciais e obtemos a solução geral, que analisamos nos vários valores das constantes de integração que obtivemos. O método de reduzir a ordem da equação diferencial era conhecido à época, mas de outra forma. O método de Lexell foi significativo porque era aplicável a uma grande gama de equações diferenciais lineares com coeficientes constantes que eram importantes para aplicações físicas. No mesmo ano, Lexell publicou outro artigo, "Sobre a integração da equação diferencial andny + ban-1dm-1ydx + can-2dm-2ydx2 + ... + rydxn = Xdxn", apresentando um método algorítmico geral de resolver equações diferenciais de ordem mais alta com coeficientes constantes.
Lexell também procurou critérios de integrabilidade de equações diferenciais. Tentou encontrar critérios para todos os tipos de equações diferenciais e também para diferenciais separados. Em 1770, elaborou um critério para integrar uma função diferencial, provou-o para vários itens e encontrou os critérios de integrabilidade de {\displaystyle \scriptstyle dx\int {Vdx}}, {\displaystyle \scriptstyle dx\int {dx\int {Vdx}}}, {\displaystyle \scriptstyle dx\int {dx\int {dx\int {Vdx}}}}. Seus resultados concordaram com os trabalhos de Leonhard Euler mas eram mais gerais e elaborado sem os métodos do cálculo de variações. A pedido de Euler, Lexell comunicou em 1772 seus resultados a Joseph Louis Lagrange e Johann Heinrich Lambert.
Juntamente com Euler, Lexell trabalhou na expansão do método do fator integrante para a solução de equações diferenciais de ordem mais elevada. Desenvolveu o método de integrar equações diferenciais com dois ou três variáveis também pelo método do fator integrante. Declarou que seu método poderia ser expandido para casos de quatro variáveis: "As fórmulas serão mais complicadas, mas os problemas que levam a tais equações são raras".
Também é interessante a integração de equações diferenciais feito por Lexel em seu artigo "Sobre a redução de fórmulas integrais para a retificação de elipses e hipérboles", que discute integrais elípticas e suas classifcações, e em seu artigo "Integrando uma fórmula diferencial com logaritmos e funções circulares", foi reimpresso nas transações da Academia Real das Ciências da Suécia. Também integrou algumas equações diferenciais complicadas em seus artigos sobre mecânica de meios contínuos, incluindo uma equação diferencial parcial de quarta ordem em um artigo sobre enrolar uma placa flexível em um anel circular.

Há um artigo não publicado no arquivo da Academia Russa de Ciências com o título "Métodos de integração de algumas equações diferenciais", com uma soluão completa da equação x = yϕ(x') + ψ(x'), conhecida como a equação de Lagrange-d'Alambert.

### Poligonometria
A poligonometria foi uma área de significativa atenção de Lexell. Usou as aproximações trigonométricas utilizando os avanços nessa área graças a Euler, e apresentou um método geral de resolver polígonos simples em dois artigos: "sobre a resolução de polígonos retilíneos". Lexell discutiu dois grupos separados de problemas: o primeiro tinha o polígono definido em seus lados e ângulos. O segundo tinha definido suas diagonais e ângulos fornados nas diagonais e seus lados. Para os problemas do primeiro gripo, Lexell elaborou duas fórmulas gerais, dando n equações para resolver um polígono de n lados. Usado esses teoremas, elaborou fórmulas explícitas para triângulos e quadriláteros, dando também fórmulas para pentágonos, hexágonos e heptágonos. Também apresentou uma classificação de problemas de quadriláteros, pentágonos e hexágonos. Para o segundo grupo de problemas, Lexell mostrou que suas soluções podem ser reduzidas em algumas regras gerais e apresentou uma classificação desses problemas, resolvendo os problemas combinatóricos correspondentes. No segundo artigo, ele aplica seu método geral para quadriláteros específicos e mostra como aplicar seu método a um polígono com n lados, tomando um pentágono como exemplo. O sucessor de Lexell na aproximação trigonométrica foi o matemático suíço Simon Antoine Jean L'Huillier. Tanto L'Huillier quanto Lexell enfatizaram a importância da poligonometria para aplicações teóricas e práticas.

### Mecânica celeste e astronomia

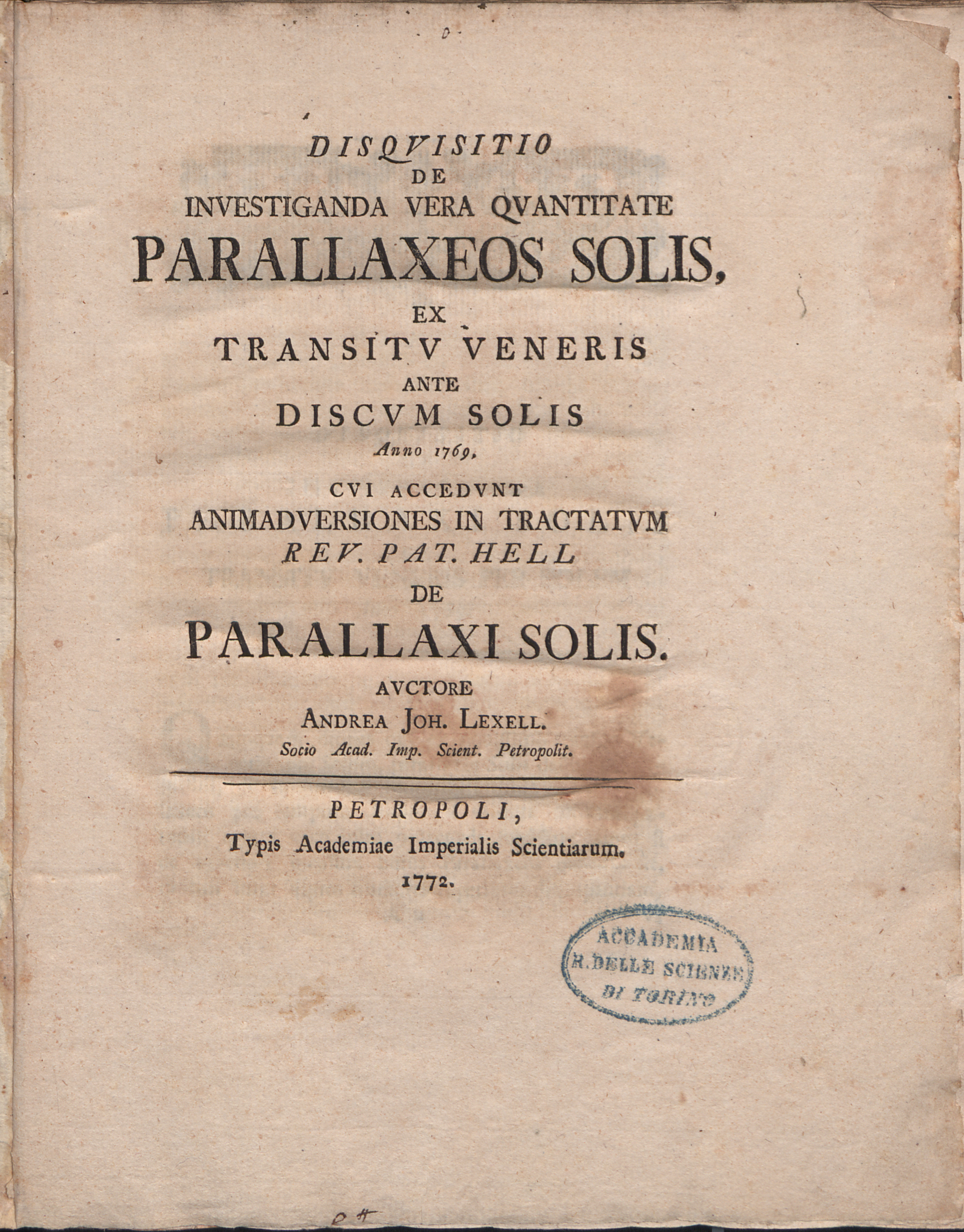
Disquisitio de investiganda vera quantitate

O primeiro trabalho de Lexell na Academia Russa de Ciêncas foi analisar os dados coletados da obsrevação do trânsito de Vênus de 1769. Publicou quatro artigos no Novi Commentarii Academia Petropolitanae e terminou seu trabalho com uma monografia sobre a determinação do paralaxe do Sol, publicado em 1772.
Também ajudou Euler a terminar sua teoria Lunar e foi creditado como co-autor no trabalho de Euler intitulado "Theoria motuum Lunae".
Em seguida, Lexell começou a seguir a astronomia de cometas (embora seu primeiro artigo sobre a computação da órbita de um cometa datasse de 1770). Nos dez anos seguintes, computou as órbitas de todos os cometas recém-descobertos, entre eles o cometa descoberto em 1770 por Charles Messier. Lexell calculou sua órbita e mostrou que o cometa tinha um periélio muito maior antes de sua aproximação com Júpiter em 1767, e previu que após se aproximar de Júpiter novamente em 1779, poderia ser expulso no Sistema Solar Interior. Esse cometa foi nomeado em sua homenagem (Cometa Lexell).
Lexell também foi o primeiro a computar a órbita de Urano e provou que era um planeta em vez de um cometa. Fez as primeiras computações enquanto viajava pela Europa em 1781 baseado nas observações de William Herschel e Nevil Maskelyne. Ao retornar à Rússia, computou a órbita mais recisamente baseado em novas observações, mas devido ao longo período orbital, não havia dados suficientes para provar que a órbita não era parabólica. Lexell então encontrou o registro de uma estrela observada em 1759 por Christian Mayer na constelação de peixes que não estava nos catálogos de John Flamsteed e nem no céu à época que  Johann Elert Bode tentou encontrá-lo. Lexell presumiu que era observações anteriores do mesmo objeto astronômico e usando os dados, calculou a órbita exata, que se mostrou ser elíptica e que o novo obsjeto era de fato um planeta. Além de calcular os parâmetros da órbita, Lexell também estimou o tamanho do planeta mais precisamente do que seus contemporâneos, usando Marte, que estava nas vizinhanças do novo planeta no céu noturno à época. Lexell também notou que a órbita de Urano estava sendo perturbada. Também declarou que, aseado em seus dados sobre vários cometas, o tamanho do Sistema Solar seria de 100 UA, ou ainda mais, e que poderia ser outro planeta que estava perturbando a órbita de Urano (embora a posição do planeta em potencial  - Netuno - não fosse calculado por muitos anos, desvendado por Urbain Le Verrier).